# Final Run - Corsa contro il tempo
Final Run - Corsa contro il tempo (Final Run) è un film per la televisione del 1999 diretto da Armand Mastroianni. È il sequel del film Incubo ad alta quota del 1997.

## Trama
Il Gran Royal è un treno elettrico controllato da una serie di sofisticati computer. Poco dopo la partenza, al macchinista cade il bicchiere di soda dentro un circuito del computer di controllo. Nel tentativo di cambiare i fusibili, viene colpito da una potente scarica elettrica che lo butta giù dal treno. I passeggeri si accorgono che il treno inizia ad andare sempre più veloce. Un passeggero molto esperto, Lucky Singer (Robert Urich) tenta di fermare il treno prima che deragli finendo sull'ospedale più grande della contea.